# Hamburg (Nueva Jersey)
Hamburg es un borough ubicado en el condado de Sussex en el estado estadounidense de Nueva Jersey. En el año 2010 tenía una población de 3,277 habitantes y una densidad poblacional de 1,092 personas por km².

## Geografía
Hamburg se encuentra ubicado en las coordenadas 41°9′5″N 74°34′26″O / 41.15139, -74.57389.

## Demografía
Según la Oficina del Censo en 2000 los ingresos medios por hogar en la localidad eran de $58,246 y los ingresos medios por familia eran $64,773. Los hombres tenían unos ingresos medios de $45,729 frente a los $28,482 para las mujeres. La renta per cápita para la localidad era de $24,651. Alrededor del 4.6% de la población estaba por debajo del umbral de pobreza.